# Mimas (filho de Éolo)
Mimas, na mitologia grega, foi um filho de Éolo, filho de Heleno, filho de Deucalião.
Mimas permaneceu na Tessália, então chamada de Eólia, tornando-se rei da região, pois seus irmãos foram para outros lugares.
Mimas foi o pai de Hipotes. Outro Éolo foi filho de Hipotes e Melanipe. Foi este segundo Éolo que Odisseu encontrou em suas viagens.
Mimas baniu Pélias, filho de Posidão e Tiro, de sua terra natal; Pélias, com um grupo de amigos, conquistou as ilhas de Escíatos e Pepareto.